# Доминиканская Республика
Доминика́нская Респу́блика (исп. República Dominicana [reˈpuβlika ðominiˈkana]), в просторечии — Доминика́на — государство в восточной части острова Гаити (Карибское море) и на прибрежных островах. Западную часть острова (36 % территории) занимает государство Республика Гаити.
Остров входит в состав архипелага Больших Антильских островов.
Столица — Санто-Доминго. Официальный язык — испанский.
Население государства — около 10,4 млн чел. (2024).
Бо́льшую часть своей истории (до независимости) колония была известна как Санто-Доминго в честь её святого заступника Доминика. Жителей назвали Dominicanos «доминиканцы» — прилагательное от «Доминго», и революционеры назвали свою независимую страну La República Dominicana.

## География
Кроме основной территории на острове Гаити (Эспаньола), Доминиканской республике принадлежат много мелких островов. Наиболее крупные из них:
- Саона — у юго-восточного побережья острова Гаити;
- Каталина (Isla Catalina) — у южного побережья;
- Беата — у юго-западного побережья;
- Кайо Левантадо — у северо-восточного побережья.

## История
До конца XV века территорию современной Доминиканской республики заселяли индейские племена.

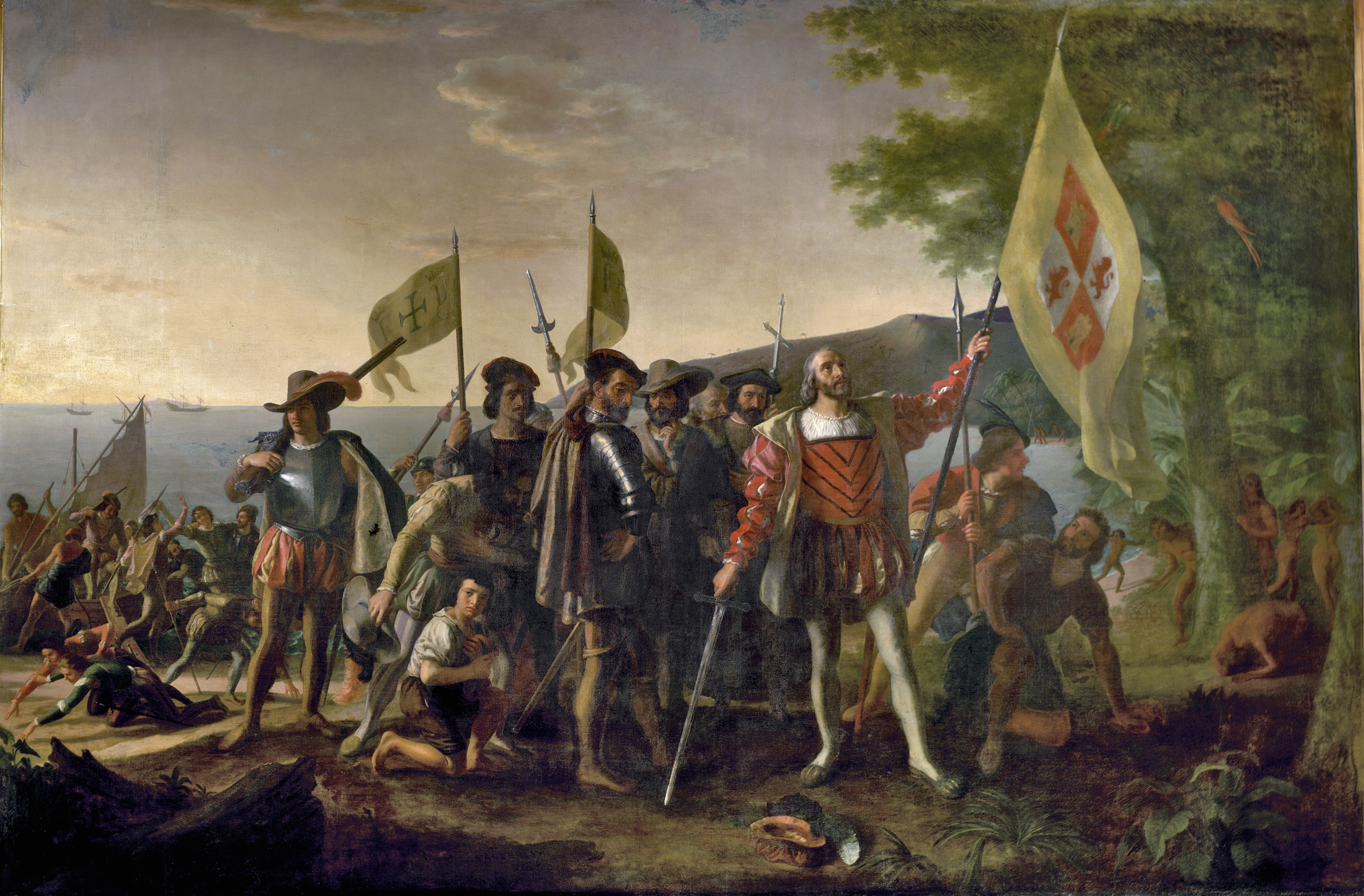
Христофор Колумб

В 1492 году остров Гаити был открыт Христофором Колумбом. Колумб назвал эти земли «Эспаньола». Затем началась история колониального покорения Америки. В начале XVI века испанцы колонизировали остров. После этого на остров стали претендовать Великобритания и Франция. В 1697 году был подписан Рисвикский мир, по которому западная часть острова отошла к Франции, а восточная часть осталась у Испании. После начала войны Франции с Великобританией и Испанией весь остров в 1795 году был оккупирован французскими войсками.

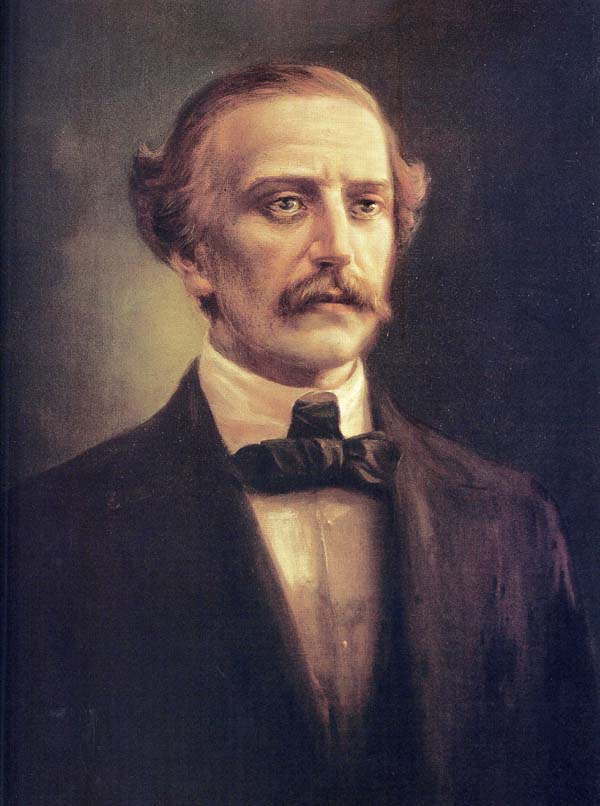
Хуан Пабло Дуарте

В 1804 году французские колонизаторы были изгнаны с западной части острова и там была провозглашена Республика Гаити. В восточной же части острова оставался французский гарнизон, было восстановлено рабство, и испанские колониальные плантаторы стали возвращаться. В 1805 году генерал-губернатор (глава государства) Гаити Жан-Жак Дессалин объявил себя императором, после чего вторгся со своими войсками в восточную часть острова, дошёл до Санто-Доминго, однако потерпел поражение от французов. При отступлении гаитяне разграбили города Сантьяго-де-лос-Трейнта-Кабальерос и Мока, вырезав большую часть их населения. Эти события на годы вперёд предопределили глубокую вражду между жителями Гаити и Доминиканской Республики.
Франция удерживала восточную часть острова Гаити до 1808 года, когда 7 ноября в сражении при Пало Инкадо французские войска потерпели поражение от восставшего испанского населения. 9 июля 1809 года после осады восставшие взяли Санто-Доминго, чем положили конец французской оккупации острова и формально вернули его под юрисдикцию испанской короны. Испания не проявила интереса к возвращению бывшей колонии, и восточная часть острова Гаити в течение некоторого времени не имела центральной власти. Юго-востоком острова управляли семьи крупных плантаторов, на остальной части царило беззаконие.
В 1821 году в результате освободительной войны восточная часть острова была провозглашена независимой республикой, но в 1822 году попала под контроль соседней Республики Гаити.
В 1844 году произошло антигаитянское восстание, и в восточной части острова была провозглашена Доминиканская Республика. Её первым президентом стал Педро Сантана.
После провозглашения независимости в Доминиканской республике начался длительный период политической и экономической нестабильности. Сантана, утративший поддержку населения, в поисках выхода из сложившейся ситуации попросил Испанию аннексировать Доминикану. В результате Испания, поначалу опасавшаяся сопротивления островитян, 18 марта 1861 года аннексировала Доминиканскую Республику. В 1863 году началось восстание против испанского правления под руководством Грегорио Луперона. Повстанцы получили поддержку Гаити и начали действовать на севере и западе республики, в результате испанцы были окончательно изгнаны. Экономическая ситуация в стране оставалась нестабильной, и президент Баэс повёл переговоры о присоединении страны к США. В 1869 году он сумел подписать с госсекретарём Сьюардом договор о включении Доминиканской республики в состав США, однако в 1871 году американский сенат отказался ратифицировать его. Затем последовала серия переворотов, в 1882 году генерал Улисес Эро провозгласил себя президентом. В июле 1899 года он был убит Рамоном Касересом, впоследствии ставшим президентом.
Тем временем страна всё больше попадала в экономическую зависимость от великих держав, и в первую очередь от США. В феврале 1905 года Соединённые Штаты Америки взяли под контроль финансы и таможню Доминиканской Республики.
В республике происходили государственные перевороты. 19 июля 1911 года президент Рамон Касерес был убит. В апреле 1916 года вспыхнуло восстание, на подавление которого США послали свой контингент. 5 мая 1916 года войска США оккупировали Доминиканскую Республику. Наряду со многими другими военными акциями в Латинской Америке вторжение в Доминиканскую Республику было проявлением политики большой дубинки. В Первой мировой войне же изначально соблюдала нейтралитет, но позже разорвала дипломатические отношения при американской оккупации с Германской империей.
В июле 1924 года американские войска покинули Доминиканскую Республику, но тем не менее США продолжали сохранять экономический контроль над ней.
В 1930 году президентом страны стал Рафаэль Трухильо, который правил вплоть до своей гибели в 1961 году. Его правительство проводило репрессии по отношению к оппозиции, проводилась дискриминация гаитянских иммигрантов. Во время Второй мировой войны Доминиканская Республика объявила войну Германии, Италии и Японии, но её вооружённые силы не участвовали в боевых действиях против войск «оси». Во время правления Рафаэля Трухильо Доминиканская Республика была одной из немногих стран, что на Эвианской конференции (1938) высказались в защиту евреев, и единственным из 32 государств, которое изъявило готовность принять большое количество беженцев, а именно до ста тысяч еврейских беженцев. Однако, как считается, условия военного времени воспрепятствовали прибытию в страну значительного числа иммигрантов. Всё же, за годы Второй мировой войны численность еврейской общины в стране возросла с сорока до тысячи человек, большая часть которых после войны переселилась в другие страны. По оценочным данным, в 2000 г. в Доминиканской Республике жили около двухсот евреев (большинство — в столице, городе Санто-Доминго). Около 30 семей живут в Сосуа, где они во время войны с помощью Джойнта основали молочные фермы, овощные хозяйства и создали банановые плантации.
После 1955 года режим Трухильо стал испытывать значительные трудности. Начался экономический кризис. В этих условиях в 1956 году произошло вооружённое восстание против Трухильо, которое было подавлено с помощью правительственных войск. В июне 1959 года с Кубы высадилась группа эмигрантов, планировавшая свержение Трухильо, но эта попытка поднять восстание была пресечена. В 1960 году Трухильо оказался замешан в покушении на венесуэльского президента Ромуло Бетанкура. ОАГ ввела против Доминиканской Республики эмбарго на поставки нефти и грузовых автомобилей. В условиях нарастающего политического и экономического кризиса 30 мая 1961 года Трухильо был убит. Президентом страны стал Хоакин Балагер.

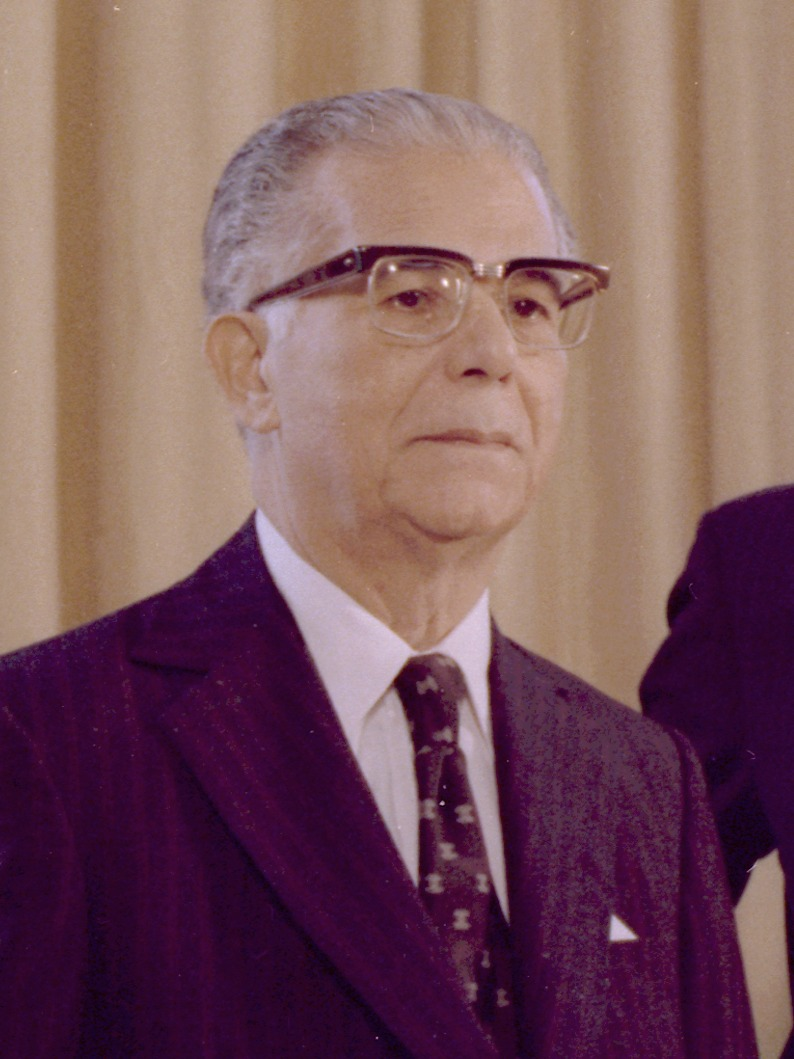
Хоакин Балагер

В январе 1962 года Балагер был свергнут и бежал в США. В декабре 1962 года в результате проведённых выборов президентом стал Хуан Бош. Придя к власти, он начал осуществление коренных реформ, подготовку национальных кадров и планировал провести аграрную реформу. 25 сентября 1963 года Бош был свергнут в результате очередного военного переворота, организаторы которого заклеймили его как коммуниста. С сентября 1963 по апрель 1965 года страной управлял т. н. гражданский триумвират. 24 апреля 1965 года в стране произошло военное восстание во главе с полковником Франсиско Кааманьо, организаторы которого потребовали восстановления конституции 1963 года и возвращения к власти свергнутого Хуана Боша, за что и названы «конституционалистами». 25 апреля восставшие заняли Санто-Доминго и свергли «гражданский триумвират». Временным президентом страны был назначен Франсиско Кааманьо. На стороне свергнутого триумвирата выступила часть армии, новая хунта во главе с генералом Э. Вессина-и-Вессина двинула на столицу танки и авиацию.
25 апреля президент США Линдон Джонсон отдал приказ группе кораблей идти к берегам Доминиканской Республики. 28 апреля началась интервенция американских войск в Доминиканскую Республику. На следующий день интервенты захватили прибрежные районы столицы и всё побережье страны. 30 апреля было заключено перемирие. В результате американского вмешательства гражданская война в стране была прекращена. Президент США Линдон Джонсон аргументировал вмешательство желанием предотвратить взятие под контроль движения «конституционалистов» коммунистическими элементами.
В июне 1965 года были проведены президентские выборы, победу на которых одержал Хоакин Балагер. В сентябре войска США покинули Доминиканскую республику.
В 1970 году из эмиграции вернулся Хуан Бош и создал партию левой ориентации, ПРД. В 1970 и 1974 годах Балагер переизбирался на президентский пост. Выборы 1978 года выиграл Антонио Гусман Фернандес от ПРД, во время его правления внешняя задолженность резко возросла из-за роста цен на импортируемую нефть и снижения цен на товары доминиканского экспорта — кофе, сахар и сырьё. Гусман решительно боролся с коррупцией, но покончил жизнь самоубийством, когда открылось, что его дочь и зять, будучи на административных постах, брали взятки.
В 1982 году президентом стал также кандидат от ПРД Сальвадор Хорхе Бланко, который обещал ликвидировать коррупцию и провести аграрную реформу, однако столкнулся с крупными финансовыми трудностями, вынужден был обратиться за финансовой помощью к МВФ, по его рекомендации сократил объёмы государственного субсидирования продуктов питания и товаров первой необходимости, что вызвало резкий рост цен и социальной напряжённости и крупные беспорядки в 1984 году.
В 1986 и 1990 годах на выборах снова побеждал Хоакин Балагер. Он взялся за проведение широких общественных работ, но его политика привела к ухудшению ситуации в экономике и росту внешней задолженности.
В 1995 году в предвыборную борьбу вступил кандидат от Партии освобождения (PLD) Фернандес Рейна и выдвинул очередную программу борьбы с коррупцией, нищетой и безработицей. В 1996 году он победил с результатом в 51,2 %. В 2000 году победу на президентских выборах одержал Мехия, кандидат Революционной партии (PRD). За него проголосовали 49,8 % избирателей.
В 2004 году Леонель Фернандес вновь был избран президентом с 57 % голосов.
Доминиканская Республика имеет дипломатические отношения с Российской Федерацией (с СССР дипломатические отношения были установлены 8 марта 1945 года). В марте 1991 года была достигнута договорённость об обмене послами, по совместительству. Между 2006 и 2010 годами число российских туристов, посетивших Доминиканскую Республику, увеличилось в пять раз и в 2010 составило около 80 000 человек.

## Внешняя политика
Доминиканская Республика осуществляет активную дипломатическую деятельность на четырёх важнейших для себя регионах: Вест-Индия, Латинская Америка, Соединённые Штаты Америки и Западная Европа.
Наиболее тесные отношения с Соединёнными Штатами и культурные связи с Пуэрто-Рико.
Отношения Доминиканской Республики с соседним Гаити натянуты из-за массовой миграции гаитян в Доминиканскую Республику, при этом граждане Доминиканской Республики обвиняют гаитян в росте преступности и других социальных проблемах.
Доминиканская Республика имеет Соглашение о свободной торговле с США, Коста-Рикой, Сальвадором, Гватемалой, Гондурасом и Никарагуа (Соглашение о свободной торговле между Доминиканской Республикой и Центральной Америкой). А также Соглашение об экономическом партнёрстве с Европейским союзом и Карибским сообществом (Карибский форум).

## Политическая структура
Конституция от 28 ноября 1966 года утвердила в стране демократический строй. Сейчас действует немного переписанная конституция, принятая Национальной ассамблеей в июле 2002 года.

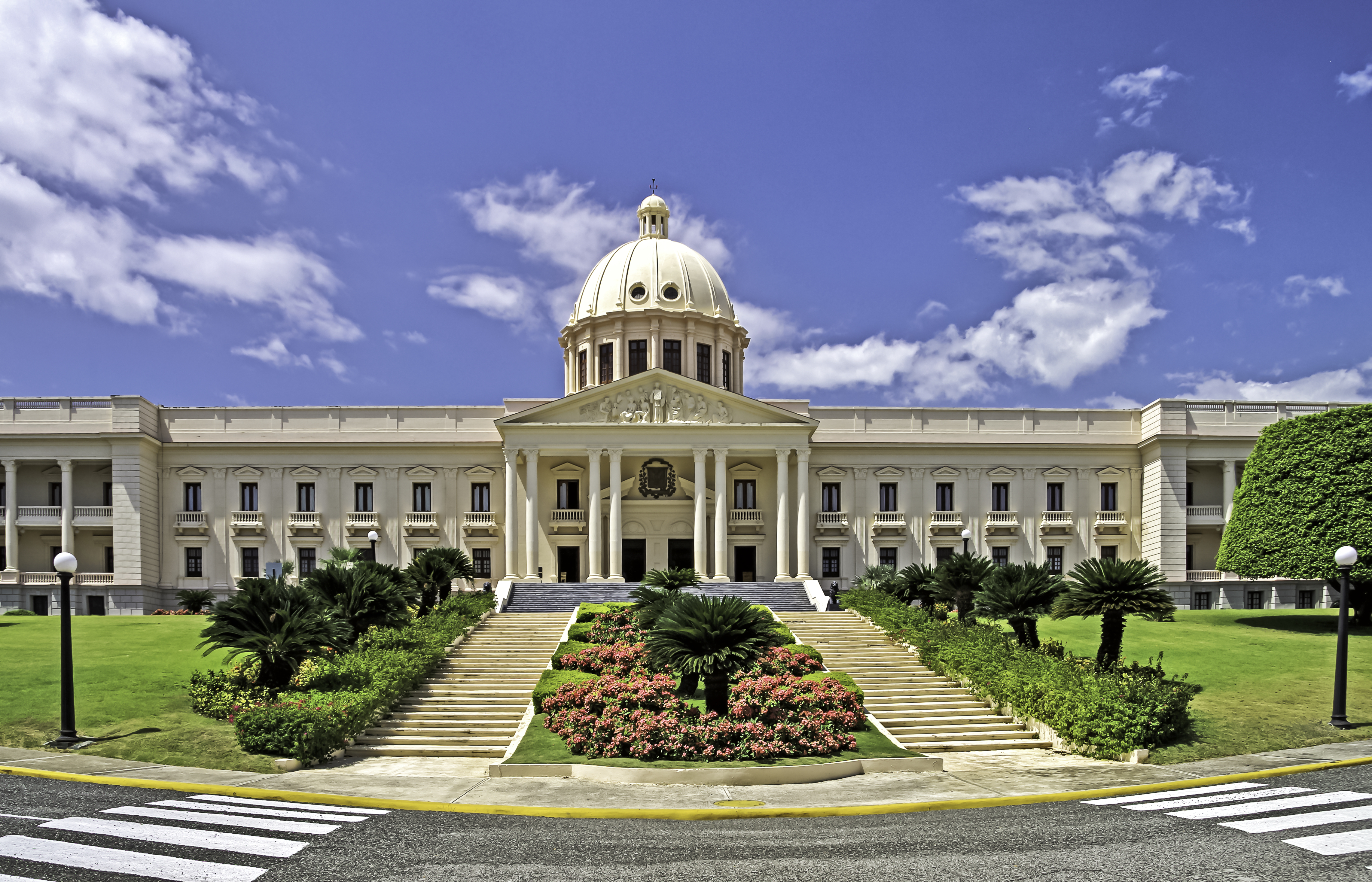
Национальный дворец в Санто-Доминго.

Местные власти: президент назначает и отзывает губернаторов провинций страны.

### Политические партии
По итогам выборов в мае 2010 года в парламенте представлены:
- Доминиканская партия освобождения — левая (правящая): 31 сенатор, 92 депутата;
- Доминиканская революционная партия — левоцентристская (оппозиционная): 57 депутатов;
- Социал-христианская реформистская партия — правоцентристская (оппозиционная): 1 сенатор, 4 депутата;
- Христианско-демократический союз — центристская: 1 депутат;
- Народно-христианская партия — правоцентристская: 1 депутат.

В последних выборах участвовали ещё 13 политических партий.

## Административное деление

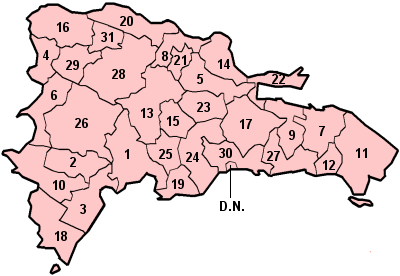
Административное деление Доминиканской Республики

Доминиканская Республика делится на 31 провинцию и Национальный округ.
| №     | Провинция             | Административный центр             | Площадь, км² | Население, (2002) чел. | Плотность, чел./км² |
| ----- | --------------------- | ---------------------------------- | ------------ | ---------------------- | ------------------- |
| 1.    | Асуа                  | Асуа-де-Компостела                 | 2532         | 208 857                | 82,49               |
| 2.    | Баоруко               | Нейба                              | 1282         | 91 480                 | 71,36               |
| 3.    | Бараона               | Санта-Крус-де-Бараона              | 1739         | 179 239                | 103,07              |
| 4.    | Дахабон               | Дахабон                            | 1021         | 62 046                 | 60,77               |
| 5.    | Дуарте                | Сан-Франсиско-де-Макорис           | 1605         | 283 805                | 176,83              |
| 6.    | Элиас-Пинья           | Комендадор                         | 1426         | 63 879                 | 44,80               |
| 7.    | Эль-Сейбо             | Санта-Крус-дель-Сейбо              | 1787         | 89 261                 | 49,95               |
| 8.    | Эспайльят             | Мока                               | 839          | 225 091                | 268,28              |
| 9.    | Ато-Майор             | Ато-Майор-дель-Реи                 | 1329         | 87 631                 | 65,94               |
| 10.   | Индепенденсия         | Химани                             | 2006         | 50 833                 | 25,34               |
| 11.   | Ла-Альтаграсия        | Игуэй                              | 3010         | 182 020                | 60,47               |
| 12.   | Ла-Романа             | Ла-Романа                          | 654          | 219 812                | 336,10              |
| 13.   | Ла-Вега               | Консепсион-де-ла-Вега              | 2287         | 385 101                | 168,39              |
| 14.   | Мария-Тринидад-Санчес | Нагуа                              | 1272         | 135 727                | 106,70              |
| 15.   | Монсеньор-Ноуэль      | Бонао                              | 992          | 167 618                | 168,97              |
| 16.   | Монте-Кристи          | Сан-Фернандо-де-Монте-Кристи       | 1924         | 111 014                | 57,70               |
| 17.   | Монте-Плата           | Монте-Плата                        | 2632         | 180 376                | 68,53               |
| 18.   | Педерналес            | Педерналес                         | 2075         | 21 207                 | 10,22               |
| 19.   | Перавия               | Бани                               | 792          | 169 865                | 214,48              |
| 20.   | Пуэрто-Плата          | Сан-Фелипе-де-Пуэрто-Плата         | 1853         | 312 706                | 168,76              |
| 21.   | Эрманас-Мирабаль      | Сальседо                           | 440          | 96 356                 | 218,99              |
| 22.   | Самана                | Санта-Барбара-де-Самана            | 854          | 91 875                 | 107,58              |
| 23.   | Санчес-Рамирес        | Котуи                              | 1196         | 151 179                | 126,40              |
| 24.   | Сан-Кристобаль        | Сан-Кристобаль                     | 1266         | 532 880                | 420,92              |
| 25.   | Сан-Хосе-де-Окоа      | Сан-Хосе-де-Окоа                   | 855          | 62 368                 | 72,95               |
| 26.   | Сан-Хуан              | Сан-Хуан-де-ла-Магуана             | 3569         | 241 105                | 67,56               |
| 27.   | Сан-Педро-де-Макорис  | Сан-Педро-де-Макорис               | 1255         | 301 744                | 240,43              |
| 28.   | Сантьяго              | Сантьяго-де-лос-Трейнта-Кабальерос | 2837         | 908 250                | 320,14              |
| 29.   | Сантьяго-Родригес     | Сан-Игнасио-де-Сабанета            | 1111         | 59 629                 | 53,67               |
| 30.   | Санто-Доминго         | Санто-Доминго-Эсте                 | 1303         | 1 817 754              | 1395,05             |
| 31.   | Вальверде             | Мао                                | 823          | 158 293                | 192,34              |
| D. N. | Национальный округ    | Санто-Доминго                      | 104          | 913 540                | 8784,04             |
|       | Всего                 |                                    | 48 670       | 8 562 541              | 175,93              |

## Население
| Этнорасовый состав Доминиканской Республики | Этнорасовый состав Доминиканской Республики | Этнорасовый состав Доминиканской Республики | Этнорасовый состав Доминиканской Республики | Этнорасовый состав Доминиканской Республики |
| Этнические группы                           |                                             |                                             | проценты                                    |                                             |
| ------------------------------------------- | ------------------------------------------- | ------------------------------------------- | ------------------------------------------- | ------------------------------------------- |
| Метисы                                      |                                             |                                             | 58 %                                        |                                             |
| Негры                                       |                                             |                                             | 15,8 %                                      |                                             |
| Белые                                       |                                             |                                             | 13,5 %                                      |                                             |
| Мулаты                                      |                                             |                                             | 12,4 %                                      |                                             |
| Другие                                      |                                             |                                             | 0,3 %                                       |                                             |

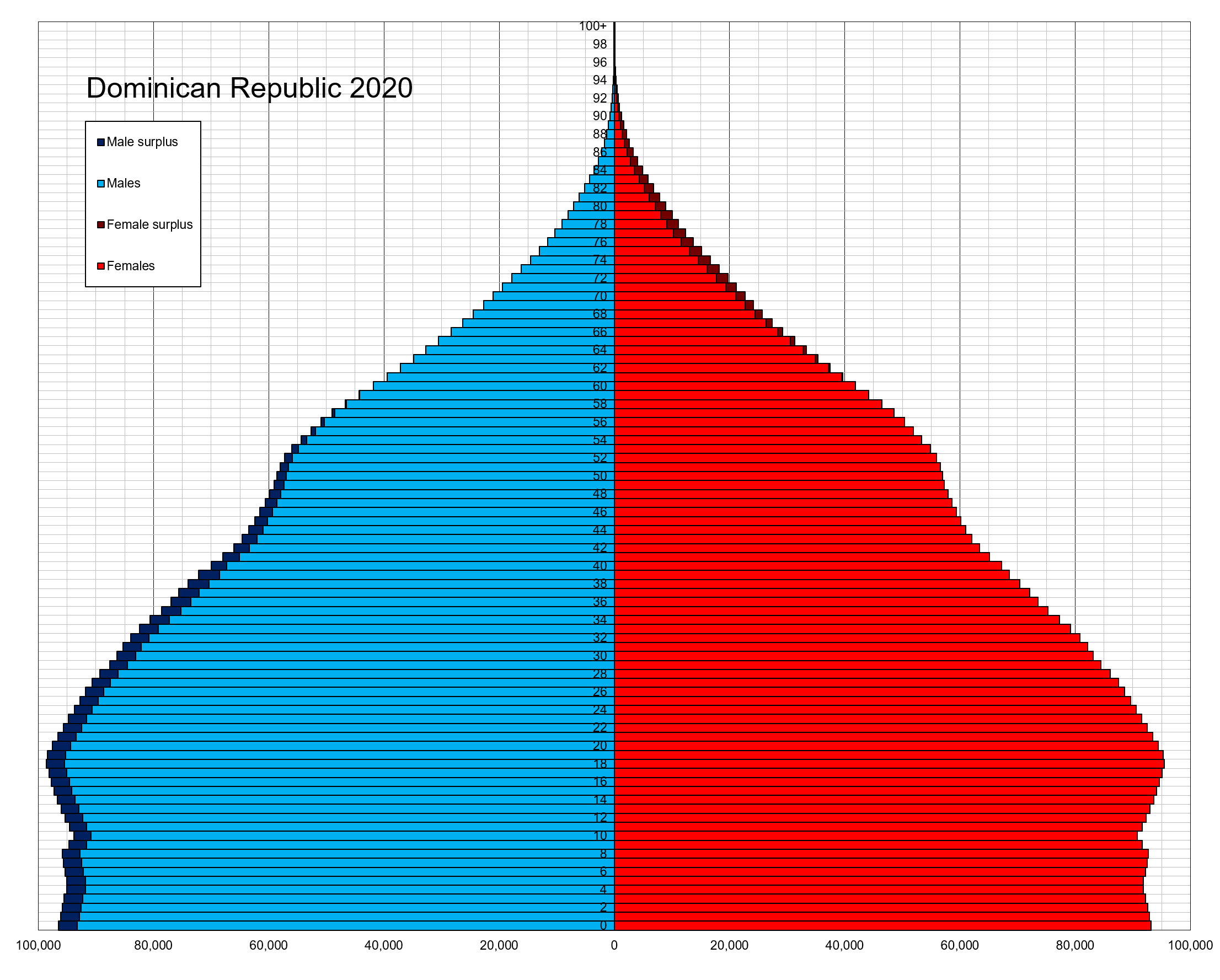
Возрастно-половая пирамида населения Доминиканской Республики на 2020 год

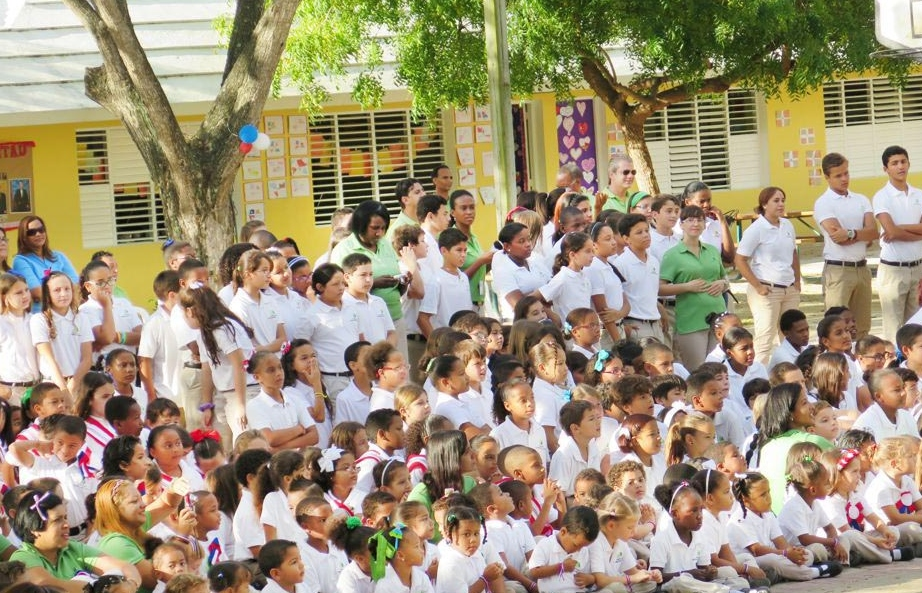
Доминиканские школьники

Численность населения — 10,4 млн (оценка январь 2024).
Годовой прирост — 0,95 %.
По среднему прогнозу, население страны к 2100 году составит — 11,4 млн человек.
Рождаемость — 18,5 на 1000 (фертильность — 2,24 рождений на женщину, младенческая смертность — 20,9 на 1000).
Смертность — 6,3 на 1000.
Средняя продолжительность жизни — 70 лет у мужчин, 74 года у женщин.
Заражённость вирусом иммунодефицита (ВИЧ) — 0,9 % (оценка на 2018 год).
Городское население — 82,5 %.
Возрастной состав — дети до 14 лет составляют 26,85 % населения страны, люди старше 65 лет — 6,29 %.
Этно-расовый состав — мулаты 73 %, белые 16 %, негры 11 %.
Особую группу населения составляют нелегальные иммигранты из Гаити (преимущественно темнокожие), которые часто подвергаются дискриминации и становятся причиной социальной напряжённости в отдельных провинциях и муниципалитетах страны.
Государственный язык — испанский.
Грамотность — 93,8 % (по данным 2016 года).
Религии: 69,1 % — христиане (включает 47,8 % католиков и 21,3 % протестантов); 28 % — атеисты; прочие — 1,53 %, в том числе Свидетелей Иеговы на 2017 год — 1,37 %.

## Языки
Доминиканская Республика почти полностью является испаноговорящей. Кроме того, из-за давней и продолжающейся иммиграции из Гаити, в Доминиканской Республике на гаитянском креольском языке говорят несколько сотен тысяч иммигрантов и их потомков. Существует также местное сообщество из около 8000 носителей английского языка в провинции Самана. Они являются потомками освобождённых американских рабов, которые прибыли в Доминиканскую Республику в XIX веке. На языковую ситуацию оказывают влияние большое количество туристов из США и экономические связи страны с США, которые побуждают значительное число доминиканцев изучать английский язык.

## Экономика
Основные доходы страны дают таможенные пошлины, туризм и денежные переводы от эмигрантов. Также большое значение имеет экспорт сахара, кофе и табака.
- ВВП на душу населения: $10,319 (2015 год)
- Население за чертой бедности: 42 % (в 2004 году)
- Инфляция: 10,6 % (в 2008 году)
- Безработица: 15 % (в 2009 году)

Промышленность (21 % ВВП, 22 % работающих) — сахарная, добыча ферроникеля и золота, текстильная, табачная.
Сельское хозяйство и животноводство (11 % ВВП, 15 % работающих) — сахарный тростник, кофе, хлопок, какао, табак, рис, бобовые, картофель, кукуруза, бананы.
Сфера обслуживания — 68 % ВВП, 63 % работающих.

### Внешняя торговля
Экспорт (8.73 млрд долл. в 2017) — Золото (17 %), текстильные товары (14,3 %), сигареты и сигары (8,7 %), электротехническое оборудование (5,8 %), бананы (4,3 %).
Основные покупатели: США — 42 %, Канада — 9,9 %, Гаити — 9,5 %, Индия — 6,8 %.
Импорт (16.7 млрд долл. в 2017) — топливо (17 %), машины и оборудование (14,7 %), автомобили (7 %), товары из пластика и каучука (8,6 %), продукты питания, табачное сырьё, лекарства и др. химические изделия.
Основные поставщики: США — 42 %, Китай — 14 %, Мексика — 4,8 %, Бразилия — 3,7 %.
В январе 2004 заключён международный договор CAFTA.
Входит в международную организацию стран АКТ.

### Транспорт

#### Железнодорожный транспорт
Железные дороги общей длиной 1200 км представлены тремя линиями:
- Доминиканская государственная железная дорога — связывает город Консепсион-де-ла-Вега с портом Санчес и служит для перевозки экспортных грузов (сахара, какао, кофе, табака). Ширина колеи — 1067, 762 и 558 мм.
- Железная дорога Сентрал Романа: протяжённость — 375 км с колеёй 1435 мм.
- Железная дорога Сентрал Рио Хаина: протяжённость — 113 км с колеёй 1435 мм.

В локомотивном парке используются тепловозы.

#### Метро
27 февраля 2008 года в Санто-Доминго было проведено официальное открытие первой линии метро.
Метро пока что состоит из двух линий, первая из которых начинается на пересечении проспекта Уинстона Черчилля и проспекта Независимости и заканчивается на проспекте Сестёр Мирабаль.

## Туризм

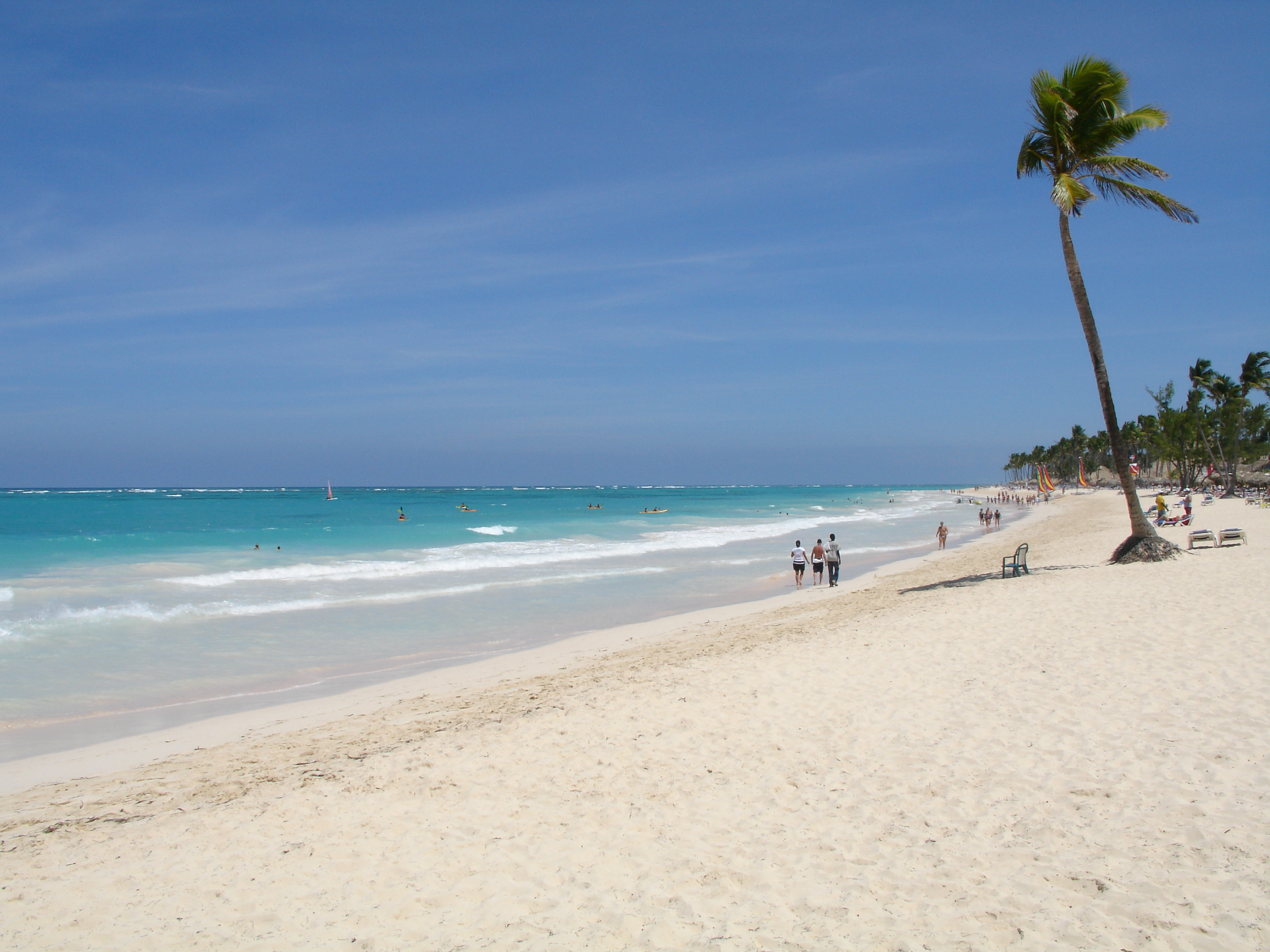
Пляж

Доминиканская Республика особенно привлекательна для активного занятия дайвингом. Для дайверов есть несколько мест в районе островов Каталина и Саона. Опытным дайверам стоит обратить внимание на Padre Nuestro — протяжённую систему подводных пещер с живописными сталактитами.
Среди туристов также популярен комплекс водопадов в окрестностях города Харабакоа. Рядом расположен заповедник Армандо-Бермудес.
В 2011 страну посетили 4,3 миллиона туристов — в основном, из стран Латинской Америки и США. Число российских туристов в 2011 году составило 44 693.

## Спорт
Одним из наиболее популярных видов спорта в Доминиканской Республике является бейсбол. Доминиканские бейсболисты являются одними из сильнейших в мире. В Главной лиге бейсбола игроки из Доминиканской Республики занимают второе место по количеству после американцев, несколько бейсболистов включены в зал славы бейсбола. В 2013 году сборная Доминиканской Республики выиграла престижный турнир Мировая бейсбольная классика, фактически являющийся чемпионатом мира.

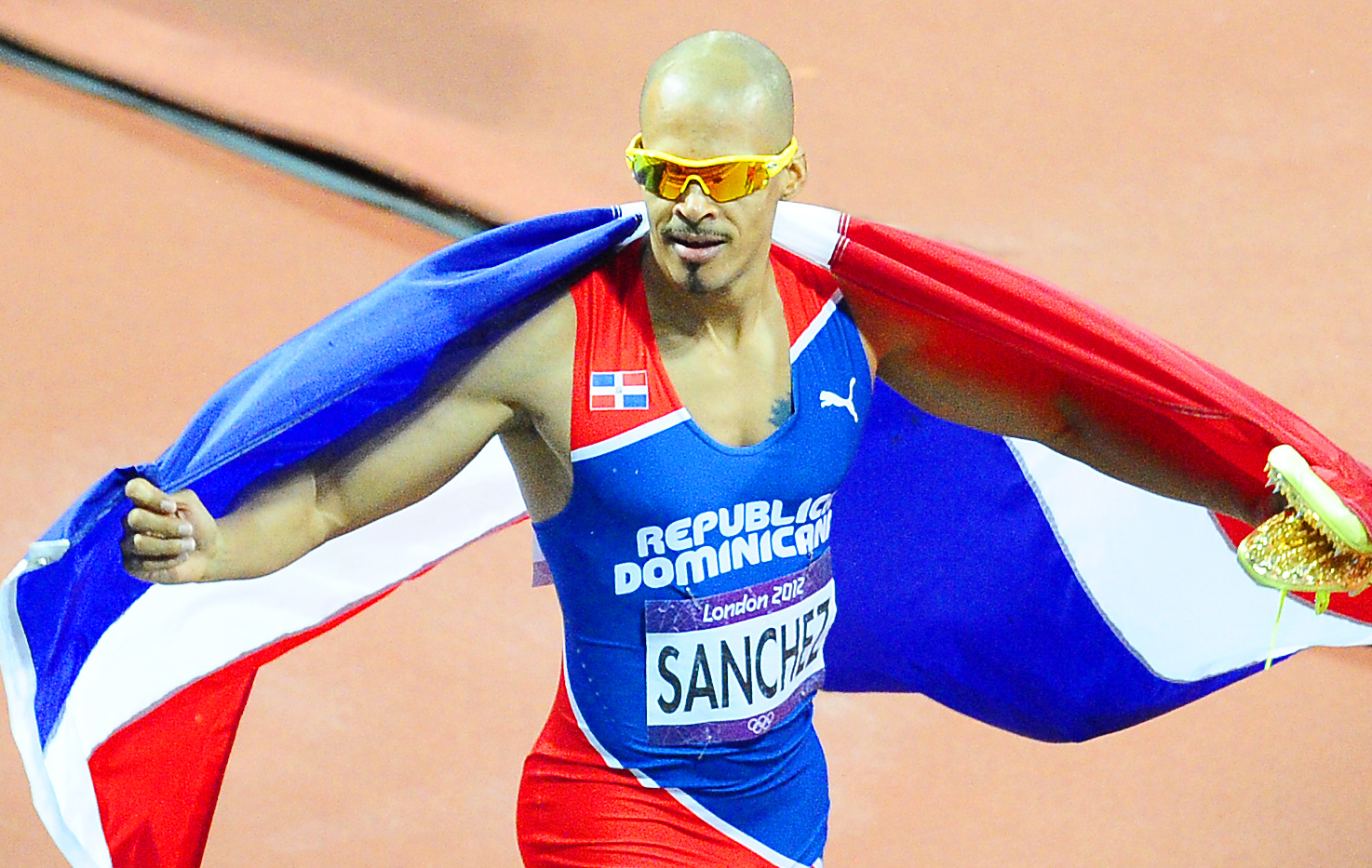
Двукратный олимпийский чемпион Феликс Санчес

На Олимпийских играх Доминиканская Республика впервые выступила в 1964 году, когда страну представлял только спринтер Альберто Торрес. В 1984 году боксёр Педро Ноласко принёс своей стране первую в истории олимпийскую медаль, которая так и осталась единственной для Доминиканской Республики в XX веке. 26 августа 2004 года Феликс Санчес стал первым в истории олимпийским чемпионом от Доминиканской Республики, выиграв забег на 400 метров с барьерами на Играх в Афинах. Спустя 8 лет на Олимпийских играх в Лондоне Санчес повторил свой успех. В 2008 году боксёр Мануэль Феликс Диас стал вторым олимпийским чемпионом в истории страны. На Играх 2020 года в Токио спортсмены Доминиканской Республики завоевали сразу пять медалей (ранее они никогда не выигрывали более двух), в том числе заняли третье место в бейсбольном турнире. На Олимпийских играх 2024 года в Париже Марилейди Паулино после победы на дистанции 400 метров стала первой в истории женщиной из Доминиканской Республики, выигравшей олимпийское золото.

## Культура
Доминиканская Республика известна как родина музыкальных стилей и танцев дембоу, меренге и бачата.

## СМИ
Государственная телерадиокомпания — CERTV (Corporación Estatal de Radio y Televisión «Государственная корпорация радио и телевидения»), включает в себя телеканалы — TND (Televisión Nacional Dominicana «Доминиканское национальное телевидение»), Quisqueya TV, радиоканалы Radio Santo Domingo, Dominicana FM и Quisqueya FM.

## Связь
В 2016 году в стране были отмечены следующие показатели распространения услуг связи: процент домохозяйств, использующих широкополосный доступ в интернет, — 26,20 %, персональный компьютер имеют 32,00 % домохозяйств.
Общее число мобильных телефонов — 8 769 127 шт.
В 2018 году интернетом пользовались 75 % граждан страны, 83 % населения пользуется мобильными телефонами, 100 % населения находится в зоне покрытия сотовой связи (97 % живёт в зоне покрытия 4G).

## Фотографии

Вид с улицы на станцию доминиканского метрополитена
На станции доминиканского метрополитена
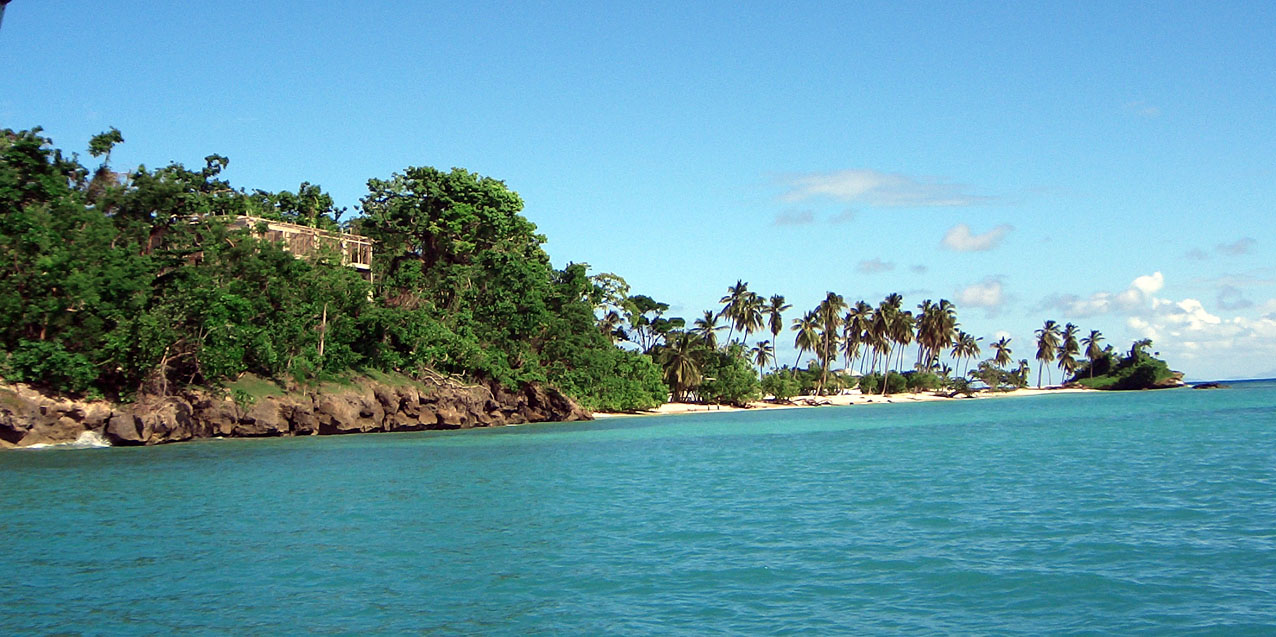
Риф Левантадо в заливе Самана
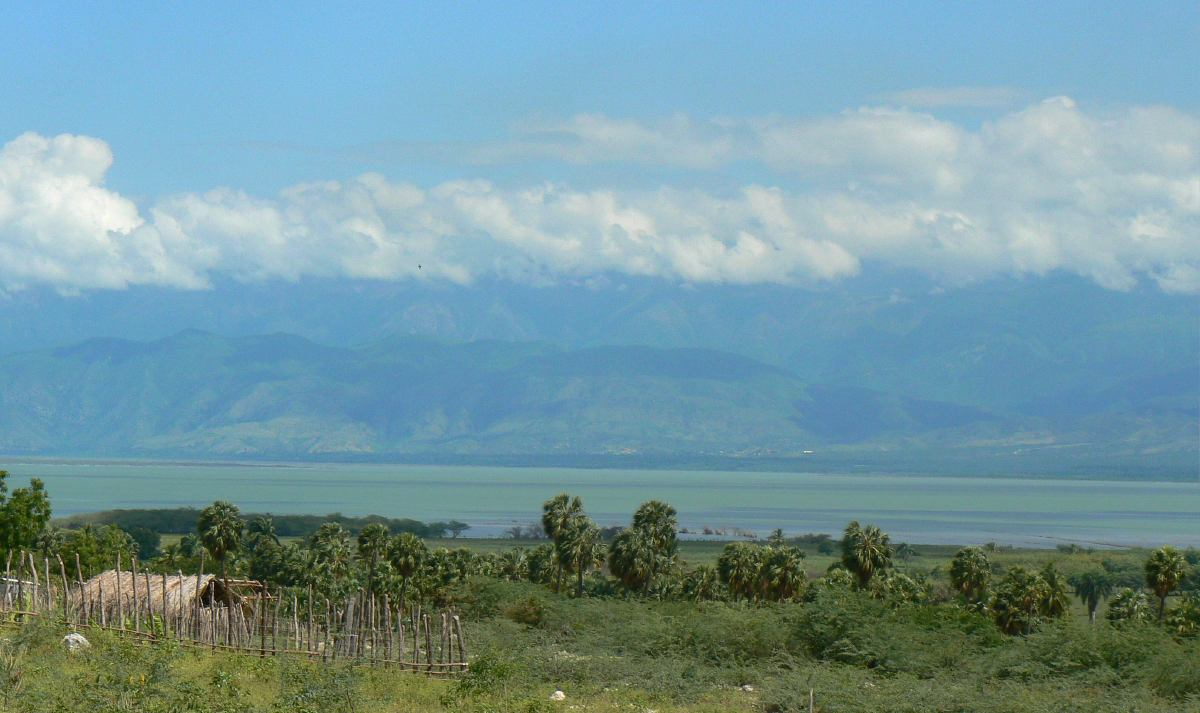
Южный берег озера Энрикильо
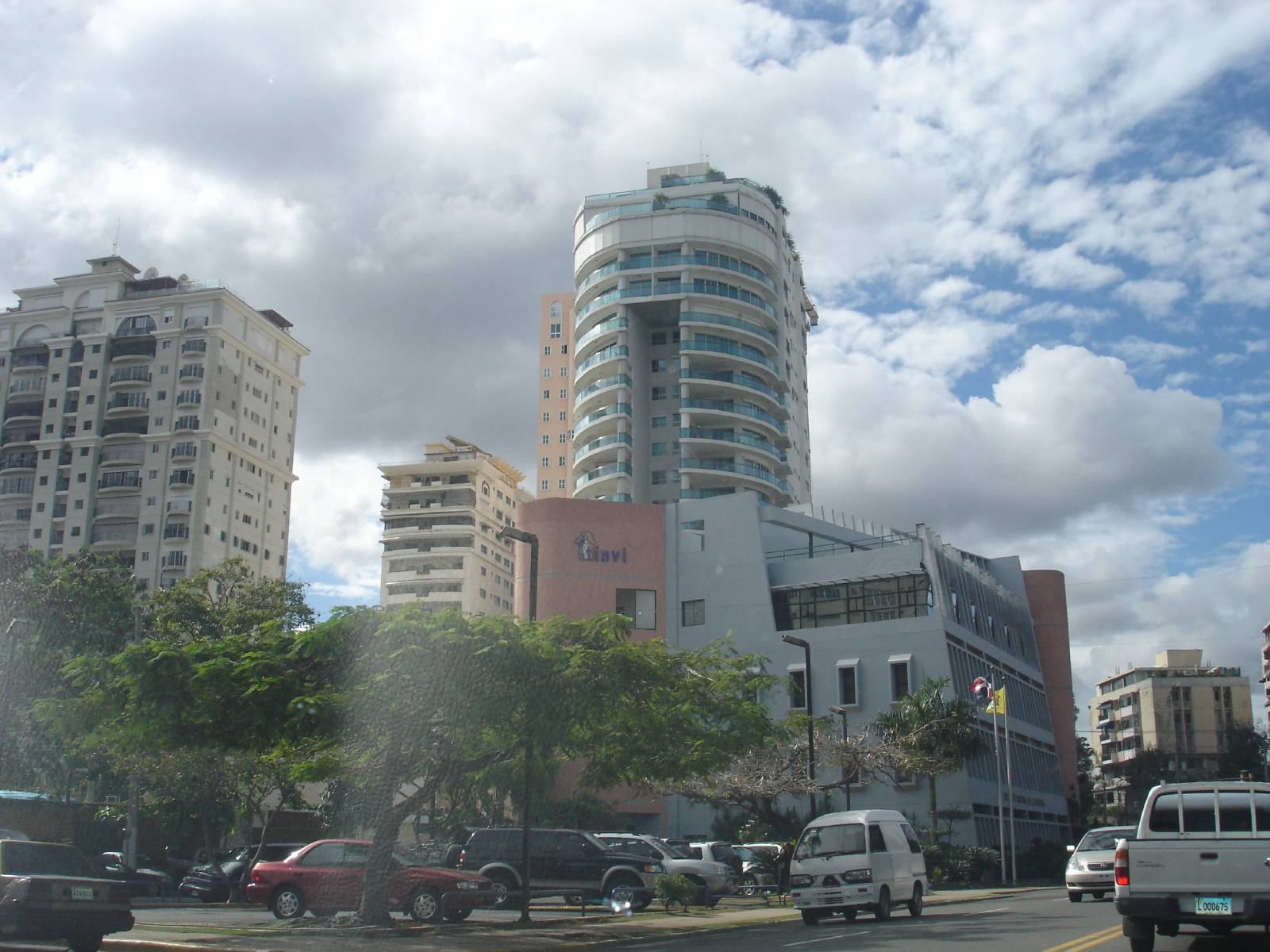
Ла-Эсперилья, Санто-Доминго
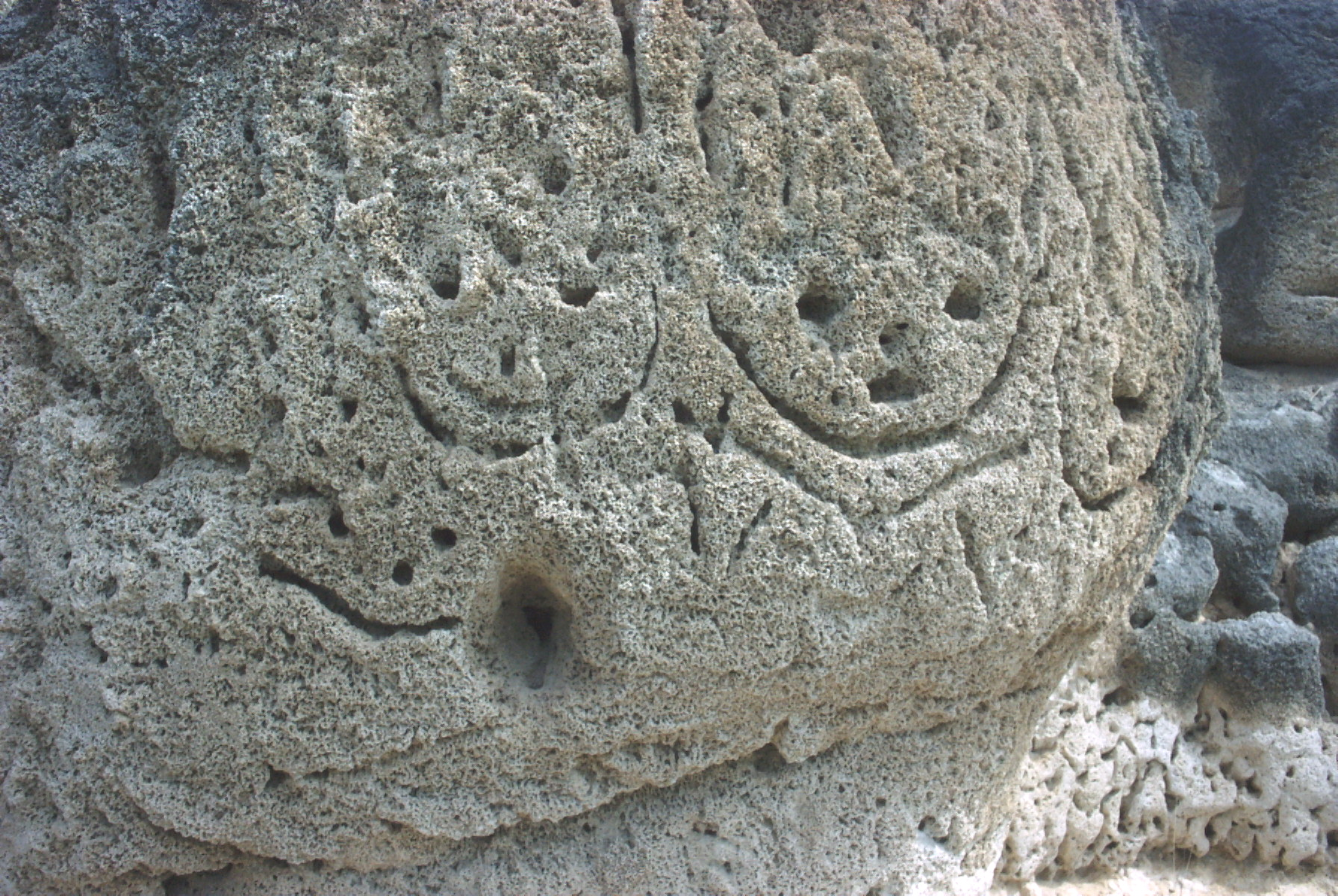
Петроглифы в «Las Caritas»

### Администрация
- Сайт президентской администрации
- Сайт парламента
- Верховный суд (англ.). Архивировано из оригинала 20 апреля 2013 года.
- Министерство туризма

### Местные СМИ
- Dominican Today (англ.). Архивировано из оригинала 9 декабря 2007 года.
- El Caribe
- El Nuevo Diario (исп.). Архивировано из оригинала 25 января 2009 года.

### Прочее
- Online guide to the law and legal materials of the Dominican Republic